# Арозе
Арозе (фр. Arrosès) насеље је и општина у југозападној Француској у региону Аквитанија, у департману Атлантски Пиринеји која припада префектури По.
По подацима из 2011. године у општини је живело 146 становника, а густина насељености је износила 15,15 становника/km². Општина се простире на површини од 10 km². Налази се на средњој надморској висини од 226 метара (максималној 265 m, а минималној 129 m).

## Демографија
| 1962. | 1968. | 1975. | 1982. | 1990. | 1999. | 2011. |
| ----- | ----- | ----- | ----- | ----- | ----- | ----- |
| 187   | 203   | 178   | 159   | 145   | 141   | 146   |

График промене броја становника у току последњих година